# Medvetáncoltatás

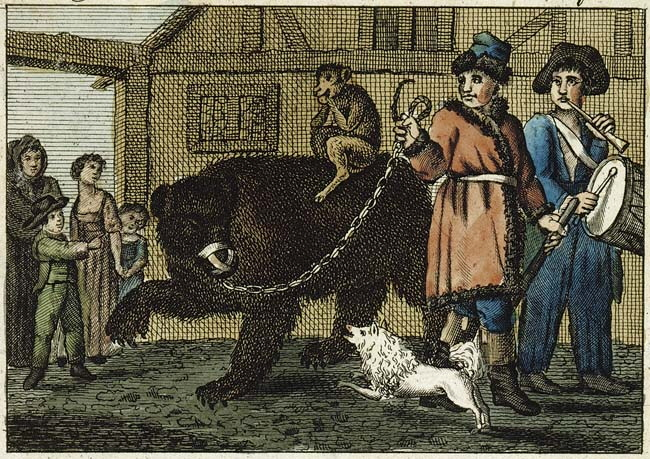
Medvetácoltatók Hessenben, 1810-ben

A medvetáncoltatás utcai és vásári szórakoztatásorma, amelynek során fiatalon foglyul ejtett, vagy már fogságban született medvét mutogatnak. A medvetáncoltatás elterjedt látványosság volt Európában és Ázsiában a középkortól egészen a 19. századig, néhány országban pedig még a 21. században is fennmaradtak a szokás maradványai. Európában és a Közel-Keleten elsősorban a vándorló cigányokhoz kötődött ez a mesterség, Indiában pedig a szintén vándorló életmódot folytató kalandar népcsoport foglalkozott ezzel a munkával.

## Folyamata
A modernkori balkáni medvetáncoltatás esetében elsősorban az erre az üzletre specializálódott orvvadászok révén kerültek fogságba a medvebocsok, a vadászok, miután kilőtték az anyaállatot, a kölyköket eladták vándorló cigány csoportoknak. Egy korabeli újságcikk szerint a 2000-es évek eleji Balkán-félszigeten 3-500 dollárért adtak egy medvebocsot. Az állat orrát és alsó ajkát átlyukasztották és láncot, szájkosarat helyeztek rá. Hogy két lábra állásra idomítsák a medvét, izzó parazsat helyeztek az állat mellső lábai alá és a lánca megrántásával rávették, hogy felágaskodjon. Idővel a medve megtanulta, hogy csak a rántástól is felálljon és körben topogva „táncoljon”. Az engedetlen medvéket megverték, vagy pálinkával kábították el, az is előfordult, hogy az állat szemfogait kitördelték és karmait levágták. A vándorló cigány család általában a vásárok közönségét szórakoztatta a mutatvánnyal, de az útba eső falvakban is megálltak egy-egy performansz erejéig.

## Története

### Őskor és ókor
A medvék már az őskori társadalmakban is fontos szimbolikus szerepet töltöttek be, a feltételezések szerint többek között azért, mert az állat mindenevő életmódjával és két lábra álló testtartásával hasonlít az emberre. Számos barlangfestmény ábrázol medvéket, Svájcban és Németországban egy 60 000 éves medvekultusz nyomait tárták föl. A medvetartás első nyomaira Franciaországban, a La Grande Rivoire-i régészeti lelőhelyen bukkantak, egy itt talált medveállkapocs-deformációi bizonyítják, hogy a Kr. e 6000 körül élt állatot megszelídítették és megkötözték. A bizonyítékok arra mutatnak, hogy a fogságban tartott medvéket már ekkor sem egyedül házőrzésre, vagy státusszimbólumként használták, hanem szórakoztatási célokra is. Az első írott forrás, amely a medvetartást említi, a mai Irán területén született, itt egy Kr. e 2000-ben készült összeírás a kígyóbűvölők és énekesek mellett 7 táncoló medvét is megemlít, amelyeknek mozgását gazdáik csörgődobbal kísérték. Az ókori Rómában ugyan elsősorban az amfiteátrumok vadállat-viadalaiban használtak medvéket, kisebb jelentőséggel, de jelen volt a majom- és medvetáncoltatás is.

### Európában
A medvetáncoltatás története Európában és az Oszmán Birodalomban szorosan összefonódott a cigányság jelenlétével, a népcsoport tagjai már a kontinensre érkezésükkor is űzték ezt a foglalkozást. Amikor a vándorló csoport a 12. században megérkezett a Bizánci Birodalomba, az őket Athinganoi néven említő krónika leírja, hogy kígyóbűvölőként, artistaként, zsonglőrként, illetve medvetáncoltatóként dolgoznak. Európában elsősorban barnamedvéket tartottak fogságban. Több különálló „medvetáncoltató” cigány csoport is létezik, ezek az ursarik Romániában, a mecskarik Bulgáriában, a medvedarák Görögországban, a ričkarák Szlovákiában, az arixhinjek Albániában és az ayjidek Törökországban.

#### 1. Angliában

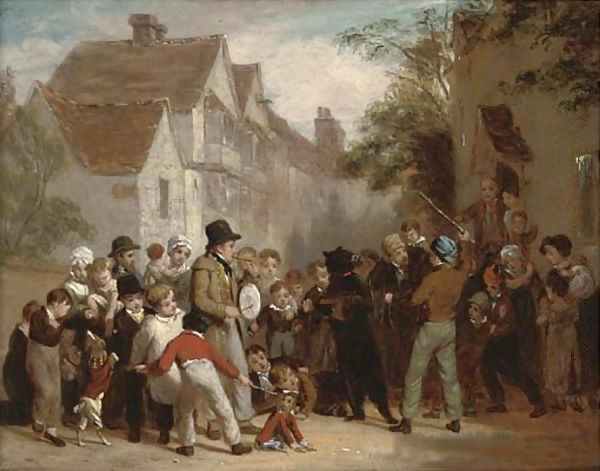
Táncoló medve Angliában, 1822

Angliában a medvetáncoltatás jelensége már a 10. században megjelent, de igazán a 16. századra vált népszerűvé. Az idomított állatok előadása a köznép egyik kedvelt szórakozásának számított az országban, különösen azok a madarak, medvék és lovak, amelyek képesek voltak az ember utánzására. A medve-előadások másik típusa Angliában az úgynevezett „bear baiting” (medvegyötrés) volt, amelynek során az állatot odaláncolták egy póznához és vérszomjas kutyákat eresztettek rá, a harcok általában halálig folytak. Ezeken a viadalokon a közemberek mellett a nemesek is szívesen megjelentek. A nagy népszerűségre tekintettel 1484-ben külön személyt bízott meg az uralkodó azzal, hogy felügyelje a medvetáncoltatást és annak megadóztatását, ez volt a Master, Guyder and Ruler of all our Bears (minden medvénk mestere, vezetője és ura). A medvetáncoltatás szerepe a 16. századtól folyamatosan csökkent, ugyanis az importált vadállatok ára egyre nőtt. A brit parlament 1835-ben egy állatkínzás-ellenes törvénycsomag keretében betiltotta a bear baiting-et, és 1911-ben véget vetettek a „táncoltatásnak” is. Ezeknek a törvényeknek az állatok védelme mellett a cigány népesség tevékenységeinek szabályozása is célja volt.

#### 2. A többi európai országban
A német államok területén is elsősorban cigányokhoz kötődött ez a foglalkozás, de a középkor korai időszakaiban vándorló lengyelek és lappok is tartottak ilyen előadásokat. Oroszországban szintén nagyon népszerűek voltak a medvés előadások, az ország nemzeti állatával eljátszott úgynevezett „medve komédiák” országszerte nagy sikert arattak. A medvetáncoltatást a balkáni, magyarországi és romániai cigányok körében egyaránt a hagyományos cigány foglalkozások egyikeként tartották számon a vályogvetés, üstfoltozás, aranymosás és lókereskedés mellett. A balkáni kultúrába mélyen beleivódott ez a szokás, így több szólásmondásban is fennmaradt. Ilyenek például a bolgár „Egy ünnepség medve nélkül időpocsékolás” és a szerb „A medve nem fél a csörgődobtól, csak a bunkósbottól”.
Angliához hasonlóan a többi európai országban is a 19. század végén kezdődött meg és a 20. század elejére fejeződött be a medvetartás felszámolása. Németországban az állatvédelem egyik fő támogatója Emil Knodt teológus volt, aki Klagen der Tiere című 1902-es pamfletjében 29 történetben írta le az állatok szenvedését, ezek egyike a táncoló medvékről szólt. Oroszországban II. Sándor cár egy 1866-os ediktumban tiltotta be a medvetartást, egy ötéves türelemidőt hirdetett meg, majd annak lejárta után a hatóságok számos illegálisan birtokolt medvét begyűjtöttek és elpusztítottak.

#### 3. Lengyelország és Franciaország medvetáncoltató iskolái

Szmarhony címere táncoló medvével

A lengyelországi Smorgoniéban (ma Szmarhony, Fehéroroszország) 1778-ban a Radziwiłł hercegek egy medveiskolát alapítottak, amely egészen a 19. századig működött. Az „intézményben” a herceg egyszerre több mint egy tucatnyi cigányt alkalmazott akik egész évben táncra és egyéb trükkökre tanítottak medvéket és más állatokat. A kiképzett állatok világszerte találtak vevőkre. A 19.században Franciaországban, a pireneusi Ariègeben is létrejött egy hasonló iskola, ott a helyi franciák eltanulták az arra vándorló ursariktól a mesterséget és üzletet csináltak belőle. A medvék oktatása olyan mutatványokat foglalt magába, mint a tisztelgés, halottnak tettetés és az eljátszott birkózás.

### Az Oszmán Birodalomban
Az Oszmán Birodalomban is népszerű szórakozásnak számított a medvetáncoltatás, Európával ellentétben azonban itt az uralkodói udvarnak is állandó szereplői voltak. A medvés cigányok megjelentek a nagy felvonulásokon és a szultáni esküvőkön is. A mutatványok mellett jelen voltak az ember-medve birkózások is. Az országban már 1914-től korlátozták utcai megjelenésüket, de csak az 1990-es évekre sikerült felszámolni a jelenséget.

### Indiában
Az Indiai szubkontinens országaiban, Indiában, Nepálban, Pakisztánban, Bangladesben és Srí Lankán a medvetáncoltatás során elsősorban ajakos medvéket használtak, de időnként előfordultak fogságban tartott örvös medvék is. Ahogy a medvetartás Európában elsősorban a cigányokhoz kapcsolódott, úgy Indiában a hasonlóan hátrányos helyzetű és vándorló életmódú kalandar törzshöz kötődik. A kalandarok már a Mogul Birodalom idején is szórakoztatták az uralkodói udvart állatmutatványaikkal és ez a megélhetési forma egészen a 20. századig jelentős maradt. 1972-ben az indiai kormány illegálissá tette a medvetáncoltatást, de egy ideig még adtak különleges engedélyeket kalandar gazdáknak. Az állam átképzési lehetőséget és anyagi támogatást ajánlott fel azoknak, akik kénytelenek voltak felhagyni tevékenységükkel.

## A medvetáncoltatás helyzete a 21. században

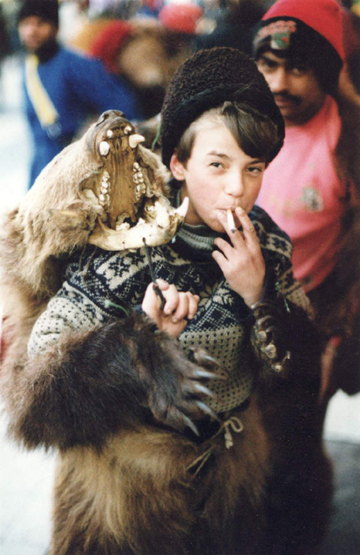
Medvebőrbe öltözött cigány fiú Budapesten 2006-ban

### Európa
A medvetáncoltatás maradványai Európában a Balkánon maradtak fenn elsősorban, például 2000-ben még 21 ilyen állatot koboztak el, de Spanyolországban is botrányt okozott 2007-ben egy eset. Az utolsó medvét Szerbiában 2012-ben mentették meg fogvatartóitól, Bulgáriában pedig 2007-ben kellett utoljára intézkedniük a hatóságoknak.

### India
Indiában Agra városában az állam által kiszabadított medvék számára 2003-ban menhelyet létesített a WSPA és a Wildlife SOS. Az agrai központ megnyitása óta több mint 620 medvét gyűjtöttek össze a menhelyen és két újat is kialakítottak, egyet a Bannerghatta Nemzeti Parkban és egyet Bhopálban. A begyűjtött állatok sebeit meggyógyítják és eltávolítják orrukból a fém, vagy kötél karikát. A medvéknek a lehetőségekhez mérten igyekeznek természetes környezetet biztosítani, de nem ereszthetik őket vissza a vadonba, mert nem képesek az önellátásra. A medvekölykök orvvadászata még a 2010-es években is probléma maradt Indiában és Nepálban.